# Eleccions legislatives de la Unió Soviètica de 1989

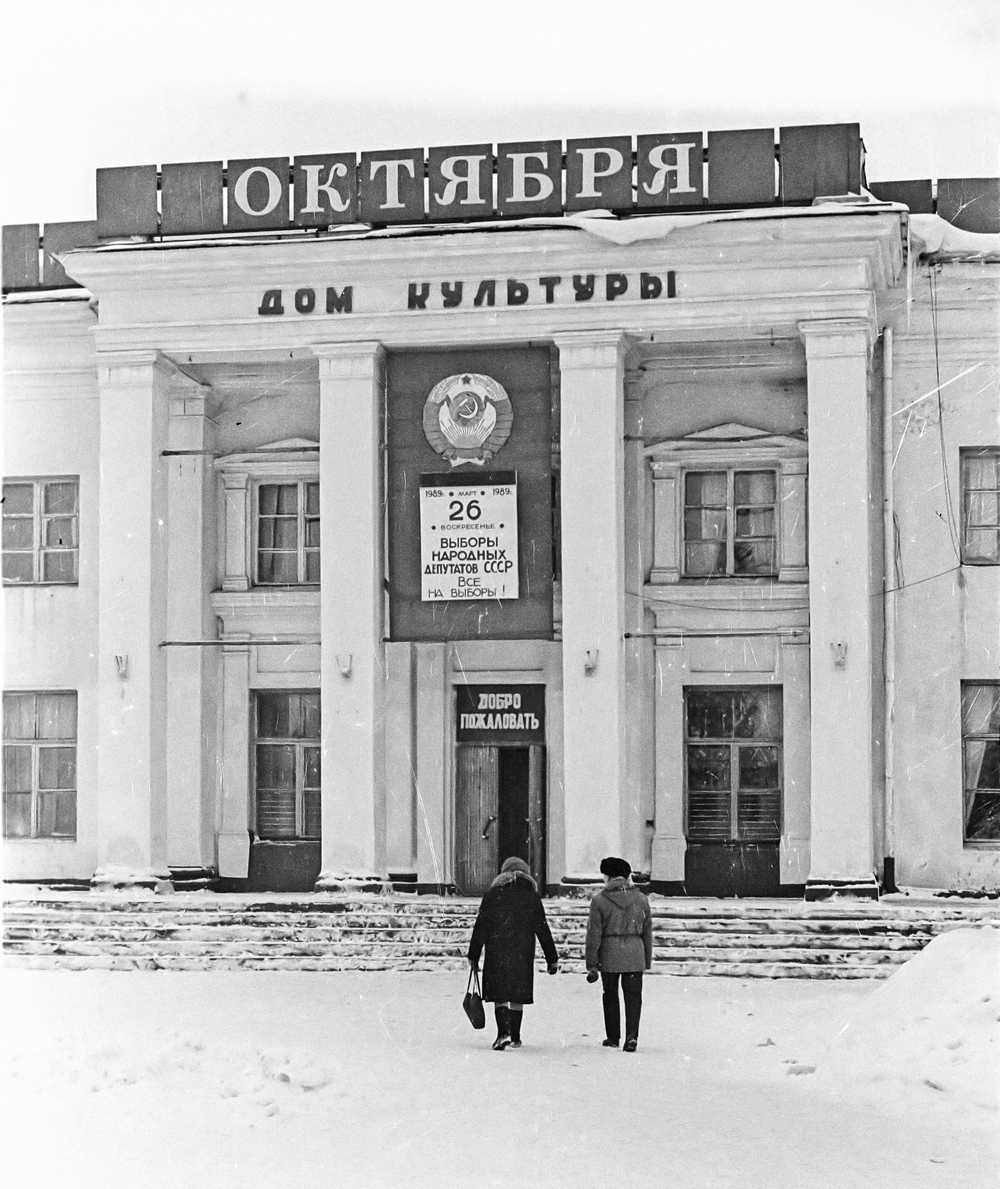
Centre de votació a Pereslavl.

El 1989, es van celebrar eleccions per al Congrés dels Diputats del Poble de la Unió Soviètica. La primera ronda de l'elecció es va celebrar el 26 de març, i la segona el 9 d'abril. Eren les primeres eleccions nacionals relativament lliures celebrades a la Unió Soviètica, i provarien ser les últimes eleccions nacionals celebrades abans de la dissolució de la URSS el 1991. A aquestes eleccions la van seguir les eleccions regionals a la República Socialista Federativa Soviètica de Rússia (RSFSR).

## Context històric
El gener de 1987, Mikhaïl Gorbatxov, secretari general de Partit Comunista de la Unió Soviètica (PCUS), va anunciar la nova política de demokratizátsiya (democratització). Sota aquest concepte, l'electorat hauria de triar entre múltiples candidats per districte electoral, encara que tots els candidats havien de ser membres del PCUS. El concepte va ser introduït per Gorbatxov per intentar restar poder els contraris a les seves campanyes de reforma com la perestroika i la glasnost.
Al desembre de 1988, es va modificar la constitució soviètica de 1977 per crear un nou marc legislatiu, el Congrés dels Diputats del Poble de la Unió Soviètica, que reemplaçaria l'unipartidista Soviet Suprem de la Unió Soviètica. El Congrés dels Diputats estaria format per 2.250 diputats elegits sota els principis de la demokratizátsiya:
- 750 escons (un terç) estaven reservats per al PCUS i les seves organitzacions afiliades.
- 750 serien escollits amb el mateix sistema del Soviet de la Unió (un diputat per cada 300.000 ciutadans).
- 750 serien escollits amb el mateix sistema del Soviet de les Nacionalitats (un nombre igual de diputats per a cadascuna de les quinze repúbliques de la Unió).

Les eleccions per al nou òrgan es van fixar per a març de 1989.

## Desenvolupament
Si bé la majoria dels candidats recolzats pel PCUS van sortir elegits (el 84% del Congrés va van ser diputats del PCUS, segons les estimacions de Gorbatxov), més de 300 candidats independents van guanyar presència. Entre ells hi havia Borís Ieltsin, que va guanyar al candidat del PCUS al districte de Moscou amb el 89% dels vots. Va ser el primer retorn de Ieltsin al poder polític després de la seva renúncia al Politburó el 1987 (es va donar de baixa del PCUS el 1990). Ieltsin també va ser triat posteriorment pel Congrés dels Diputats del Poble de la RSFS de Rússia i després, indirectament, pel Soviet Suprem. El fiscal anticorrupció Telman Gdlián, la etnògrafa Galina Starovóytova, l'advocat Anatoli Sobtxak, el físic Andrei Sàkharov, el trapezista Valentí Dikul, l'aixecador de peses Yuri Vlásov i el jugador d'hoquei Anatoli Fírsov van ser alguns dels altres candidats independents elegits.
En general, encara que la majoria dels escons van ser guanyats per candidats comunistes, un membre de l'Buró Polític, cinc membres del Comitè Central i trenta-cinc líders regionals del PCUS van perdre l'elecció a mans de candidats independents. Gorbatxov va elogiar les eleccions com una victòria per a la perestroika i les eleccions van ser elogiades en mitjans estatals com TASS i Izvestia, tot i la forta oposició dels comunistes contraris del Politburó i el Comitè Central.

## Conseqüències
La primera sessió del nou Congrés de Diputats va ser a finals de maig de 1989. Tot i que els comunistes van mantenir el control de la càmera, els reformistes independents van aprofitar aquesta per a l'anàlisi i debat sobre l'estat del sistema soviètic amb l'única televisió estatal existent transmetent els debats en viu i sense censura. Borís Ieltsin va aconseguir assegurar un lloc en el Consell de coordinació del Grup Interregional de Diputats, primer grup d'oposició en la història del parlamentarisme soviètic, constituït per 388 demòcrates i liberals. Entre els 25 diputats que formaven part de Consell de coordinació estaven el físic Andrei Sàkharov, l'historiador Yuri Afanásiev, l'economista Gavriil Popov, el químic Víktor Palm i altres prestigioses personalitats. A l'ésser el Congrés de Diputats l'últim poder legislatiu a la Unió Soviètica, els diputats elegits el 1989 van tenir un paper vital les reformes que van contribuir a la dissolució de la Unió Soviètica el 1991.